# Gle Aluesipot
Gle Aluesipot är en kulle i Indonesien.   Den ligger i provinsen Aceh, i den västra delen av landet, 1 800 km nordväst om huvudstaden Jakarta. Toppen på Gle Aluesipot är 267 meter över havet, eller 62 meter över den omgivande terrängen. Bredden vid basen är 0,29 km.
Terrängen runt Gle Aluesipot är kuperad norrut, men söderut är den platt.Runt Gle Aluesipot är det mycket glesbefolkat, med 7 invånare per kvadratkilometer. I omgivningarna runt Gle Aluesipot växer i huvudsak städsegrön lövskog.